# Xu Yuhua
Xu Yuhua (en chino simplificado: 许昱华, en chino tradicional: 许昱华, en pinyin: Xǔ Yùhua; nacida el 29 de octubre de 1976 en Jinhua, Zhejiang) es una Gran Maestro Femenino de ajedrez china, ex-Campeona del mundo (2006-2008). Fue la tercera campeona mundial de ajedrez china, después de sus compatriotas Xie Jun y Zhu Chen. Es licenciada en derecho, y juega por el Club de Ajedrez de Zhejiang en la liga china de ajedrez (CCL).

## Resultados destacados en competición
El 25 de marzo de 2006 ganó el torneo por el Campeonato mundial femenino celebrado en Ekaterimburgo, Rusia. Venció en la final a la Maestro Internacional Femenino rusa Alisa Galliamova, logrando 2 puntos y medio en la tercera partida de un encuentro previsto a cuatro. En el torneo participaron 64 jugadoras, incluida la excampeona del mundo Zhu Chen y la campeona reinante, Antoaneta Stefanova. Xu estaba, en aquel momento, embarazada de tres meses. Al ganar el campeonato del mundo, se convirtió en la 22ª china en alcanzar el título de Gran Maestro Femenino.

## Éxitos destacados
Sus éxitos ajedrecísticos más destacados han sido:
- Ganadora del Torneo Zonal (1993, 2001)
- Ganadora de la Copa del Mundo (2000, 2002)
- 3 veces campeona olímpica con el equipo olímpico chino, en las Olimpiadas de Ajedrez de 2000, 2002, y 2004.
- Campeona del Mundo (2006-2008)